# 第75回ヴェネツィア国際映画祭
第75回ヴェネツィア国際映画祭は2018年8月29日から9月8日まで開催された。2018年2月12日、コンペティション部門の審査員長は監督のギレルモ・デル・トロが務めることが発表された。オープニング作品はデイミアン・チャゼル監督の『ファースト・マン』である。
最高賞である金獅子賞はアルフォンソ・キュアロン監督によるメキシコ映画『ROMA/ローマ』に贈られた。

## 公式選出

### コンペティション
メイン・コンペティションには以下の作品が選ばれた:
| 日本語題                                                | 原題                                        | 監督                                         | 製作国                                                   |
| ------------------------------------------------------- | ------------------------------------------- | -------------------------------------------- | -------------------------------------------------------- |
|                                                         | The Mountain                                | リック・アルヴァーソン                       | アメリカ合衆国                                           |
| 冬時間のパリ                                            | Doubles vies                                | オリヴィエ・アサイヤス                       | フランス                                                 |
| ゴールデン・リバー                                      | The Sisters Brothers                        | ジャック・オーディアール                     | フランス · ベルギー · ルーマニア · スペイン              |
| ファースト・マン                                        | First Man                                   | デイミアン・チャゼル                         | アメリカ合衆国                                           |
| バスターのバラード                                      | The Ballad of Buster Scruggs                | イーサン・コーエン、ジョエル・コーエン       | アメリカ合衆国                                           |
| ポップスター                                            | Vox Lux                                     | ブラディ・コーベット                         | アメリカ合衆国                                           |
| ROMA/ローマ                                             | Roma                                        | アルフォンソ・キュアロン                     | メキシコ                                                 |
| 7月22日                                                 | 22 July                                     | ポール・グリーングラス                       | ノルウェー · アイスランド                                |
| サスペリア                                              | Suspiria                                    | ルカ・グァダニーノ                           | イタリア                                                 |
| ある画家の数奇な運命                                    | Werk Ohne Autor                             | フロリアン・ヘンケル・フォン・ドナースマルク | ドイツ                                                   |
| ナイチンゲール                                          | The Nightingale                             | ジェニファー・ケント                         | オーストラリア                                           |
| 女王陛下のお気に入り                                    | The Favourite                               | ヨルゴス・ランティモス                       | イギリス アイルランド                                    |
| ピータールー マンチェスターの悲劇                       | Peterloo                                    | マイク・リー                                 | イギリス                                                 |
| カプリ島のレボリューション                              | Capri-Revolution                            | マリオ・マルトーネ                           | イタリア アメリカ合衆国                                  |
|                                                         | What You Gonna Do When The World’s On Fire? | ロベルト・ミネルヴィーニ                     | イタリア アメリカ合衆国 フランス                         |
| サンセット                                              | Napszállta                                  | ネメシュ・ラースロー                         | ハンガリー · フランス                                    |
| クロース・エネミーズ                                    | Frères Ennemis                              | ダヴィド・オロファン                         | フランス ベルギー                                        |
| われらの時代                                            | Nuestro tiempo                              | カルロス・レイガダス                         | メキシコ · フランス · ドイツ · デンマーク · スウェーデン |
| 永遠の門 ゴッホの見た未来                               | At Eternity’s Gate                          | ジュリアン・シュナーベル                     | アメリカ合衆国 フランス                                  |
| 少女Aの殺人 容疑者ドロレスは、本当にカミラを殺したのか? | Acusada                                     | ゴンサロ・トバル                             | アルゼンチン メキシコ                                    |
| 斬、                                                    | 斬、                                        | 塚本晋也                                     | 日本                                                     |

### 非コンペティション
コンペティション外上映として以下の作品が選ばれた:
| 日本語題                 | 原題                                    | 監督                                         | 製作国                                         |
| ------------------------ | --------------------------------------- | -------------------------------------------- | ---------------------------------------------- |
|                          | Una Storia Senza Nome                   | ロベルト・アンドー                           | イタリア フランス                              |
|                          | Les Estivants                           | ヴァレリア・ブルーニ＝テデスキ               | フランス イタリア                              |
| アリー/ スター誕生       | A Star Is Born                          | ブラッドリー・クーパー                       | アメリカ合衆国                                 |
|                          | L’amica geniale                         | サヴェリオ・コスタンツォ                     | イタリア ベルギー                              |
|                          | Mi Obra Maestra                         | ガストン・ドゥプラット                       | アルゼンチン スペイン                          |
|                          | A Tramway In Jerusalem                  | アモス・ギタイ                               | イスラエル フランス                            |
|                          | Driven                                  | ニック・ハム                                 | イギリス アメリカ合衆国                        |
|                          | Un Peuple et Son Roi                    | ピエール・ショレール                         | フランス ベルギー                              |
|                          | La Quietud                              | パブロ・トラペロ                             | アルゼンチン                                   |
| ブルータル・ジャスティス | Dragged Across Concrete                 | S・クレイグ・ザラー                          | カナダ アメリカ合衆国                          |
| SHADOW/影武者            | 影                                      | チャン・イーモウ                             | 中国                                           |
|                          | A Letter To A Friend In Gaza            | アモス・ギタイ                               | アイスランド                                   |
|                          | Aquarela                                | ヴィクトル・コサコフスキー                   | イギリス ドイツ                                |
|                          | El Pepe, Una Vida Suprema               | エミール・クストリッツァ                     | アルゼンチン ウルグアイ セルビア・モンテネグロ |
|                          | Process                                 | セルゲイ・ロズニタ                           | オランダ                                       |
|                          | Carmine Street Guitars                  | Ron Mann                                     | カナダ                                         |
|                          | ISIS, Tomorrow. The Lost Souls Of Mosul | Francesca Mannocchi、 アレッシオ・ロメンツィ | イタリア ドイツ                                |
|                          | American Dharma                         | エロール・モリス                             | アメリカ合衆国 イギリス                        |
|                          | Introduzione All’Oscuro                 | Gaston Solnicki                              | カナダ アメリカ合衆国                          |
|                          | 1938 Diversi                            | Giorgi Treves                                | イタリア                                       |
|                          | 你的臉                                  | ツァイ・ミンリャン                           | 台湾                                           |
|                          | Monrovia, Indiana                       | フレデリック・ワイズマン                     | アメリカ合衆国                                 |
|                          | Il diario di angela - noi due cineasti  | イェルバン・ジャニキアン                     | イタリア                                       |
|                          | They’ll Love Me When I’m Dead           | モーガン・ネヴィル                           | アメリカ合衆国                                 |
| 風の向こうへ             | The Other Side Of The Wind              | オーソン・ウェルズ                           | アメリカ合衆国                                 |

## 審査員
メインコンペティション
- ギレルモ・デル・トロ:  メキシコ、映画監督・脚本家・小説家 (審査員長)
- シルヴィア・チャン:  ハンガリー、女優・映画監督
- トリーヌ・ディルホム:  デンマーク、女優
- ニコール・ガルシア:  フランス、女優・映画監督
- パオロ・ジェノベーゼ:  イタリア、映画監督
- マウゴシュカ・シュモフスカ:  ポーランド、映画監督
- タイカ・ワイティティ:  ニュージーランド、映画監督・脚本家・俳優・コメディアン
- クリストフ・ヴァルツ:  オーストラリア、俳優
- ナオミ・ワッツ :  イギリス オーストラリア、女優

オリゾンティ

## 受賞結果

### 公式部門
コンペティション
- 金獅子賞 – 『ROMA/ローマ』 - アルフォンソ・キュアロン
- 審査員大賞 – 『女王陛下のお気に入り』 - ヨルゴス・ランティモス
- 銀獅子賞 – 『ゴールデン・リバー』 - ジャック・オディアール
- ヴォルピ杯:
  - 男優賞 – ウィレム・デフォー - 『永遠の門 ゴッホの見た未来』
  - 女優賞 – オリヴィア・コールマン - 『女王陛下のお気に入り』
- 脚本賞 – 『バスターのバラード』 - ジョエル・コーエン、イーサン・コーエン
- 審査員特別賞 – 『ナイチンゲール』 - ジェニファー・ケント
- マルチェロ・マストロヤンニ賞 – バイカリ・ガナンバル - 『ナイチンゲール』

オリゾンティ
- 作品賞 - 『マンタレイ』 - プッティポン・アルンペン
- 監督賞 - 『ザ・リバー』 - エミール・バイガジン
- 審査員特別賞 – 『The Announcement』 - マフムト・ファズル・ジョシュクン
- 女優賞 - Natalya Kudryashova - 『The Man Who Surprised Everyone』
- 男優賞 - カイス・ナシェフ（英語版） - 『テルアビブ・オン・ファイア』
- 脚本賞 - 『轢き殺された羊』 - ペマ・ツェデン
- 短編映画賞 - 『Kado』 - Aditya Ahmad

Lion of the Future
- ルイジ・ディ・ラウエンティス第1回作品賞 - 『The Day I Lost My Shadow』 - Soudade Kaadan

ヴェネツィア・クラシック賞
- ドキュメンタリー映画賞 - 『The Great Buster』 - ピーター・ボグダノヴィッチ
- 修復映画賞 - 『サン・ロレンツォの夜』 - パオロ・タヴィアーニ、ヴィットリオ・タヴィアーニ

特別賞
- 栄誉金獅子賞 – ヴァネッサ・レッドグレーヴ、デイヴィッド・クローネンバーグ
- 監督・ばんざい!賞 - チャン・イーモウ